# Juan Miguel de Roncali
Juan Miguel de Roncali y Destefanis, comte de Roncali (Cadis, 1729 - Cornellà de Llobregat, 1794) va ser un enginyer militar espanyol.

## Biografia

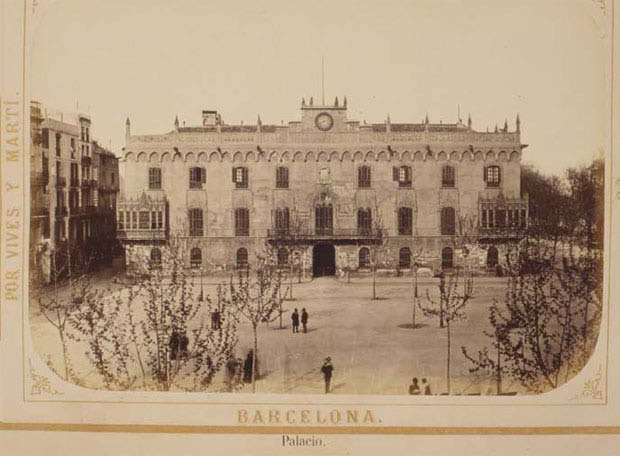
El palau del Virrei cap al 1850.

Va ser el tercer fill del comte genovès Gian Michele Roncali. Va iniciar la seva carrera militar el 1746. Durant la Guerra dels Set Anys va lluitar a Portugal. Posteriorment va ser destinat com a comandant d'enginyers a Caracas, La Guaira i Puerto Cabello —on va continuar les obres del Fortín Solano—, i més tard a Barcelona, on va construir la nova façana del palau del Virrei, va reformar la muralla de mar, va efectuar diverses remodelacions en la fortalesa de la Ciutadella i va acabar les obres del castell de Montjuïc. Més endavant va participar en el setge de Gibraltar (1779-1783), i el 1783 va ser ascendit a brigadier. Destinat novament a Barcelona com a delegat d'Hisenda, va dissenyar el nou edifici de la Duana (1790-1792).
Entre les seves obres destaquen: la nova façana del palau del Virrei (1771), d'estil neoclàssic; reformat novament el 1846 en ocasió d'una visita d'Isabel II, data en què va passar a ser Palau Reial, va ser destruït per un incendi el 1875. L'edifici de la Duana (1790-1792), la qual presenta traços classicistes, si bé denota encara la pervivència del decorativisme barroc; té una façana amb tres obertures, en els extrems amb un frontó triangular i al centre amb un de circular, i una decoració d'estuc imitant al marbre. Actualment pertany a la Delegació del Govern a Catalunya.
Va estar casat amb María del Carmen Martínez de Murcia, i va ser pare del marí Agustín Roncali y Martínez de Murcia i avi del militar i polític Federico Roncali y Ceruti, primer comte d'Alcoi.